# Ел Табари
Абу Џафар Мухамед ибн Џарир ел Табари (персијски: محمد بن جریر طبری‎; Muḥammad b.Ǧarīr aṭ-Ṭabarī; Abū Ǧaʿfar Muḥammad b.Ǧarīr b.Yazīd aṭ-Ṭabarī) (839 – 923) био је знаменити персијски исламски научник и историчар, познат као један од највећих егзегета Курана.Његово најпознатије дело је(تاريخ الرسل والملوك) Тарикх ел Русул ва ел Мулук, које представља једну од најпознатијих универзалних историја исламског света, те Тафсир ел Табари.